# Eurhadina sinica
Eurhadina sinica är en insektsart som beskrevs av Yang och Li 1991. Eurhadina sinica ingår i släktet Eurhadina och familjen dvärgstritar. Inga underarter finns listade i Catalogue of Life.